# پیویخای
پیویخای (به اسپانیایی: Pivijay) یک سکونتگاه مسکونی در کلمبیا است که در بخش ماگدالنا واقع شده‌است.

## خصوصیات
پیویخای ۳۸٬۳۰۷ نفر جمعیت دارد.